# Subversão
Subversão (do termo latino subversione) é uma revolta contra a ordem social, política e econômica estabelecida vigente. Pode manifestar-se tanto sob a forma de uma oposição aberta e declarada, como sob a forma de uma oposição sutil e prolongada.
Refere-se a um processo pelo qual os valores e princípios de um sistema em vigor são contraditos ou revertidos na tentativa de sabotar a ordem social estabelecida e suas estruturas de poder, autoridade, tradição, hierarquia e normas sociais. A subversão pode ser descrita como um ataque à moral pública e “a vontade de resistir à intervenção é o produto de uma combinação de lealdades políticas e sociais ou de classe que estão geralmente ligadas a símbolos nacionais”. Após a penetração, e paralelamente à desintegração forçada das instituições políticas e sociais do Estado, estas tendências podem ser destacadas e transferidas para a causa política ou ideológica do agressor". 
A subversão é usada como uma ferramenta para atingir objetivos políticos porque geralmente acarreta menos riscos, custos e dificuldades em oposição à beligerância aberta. Além disso, é uma forma de guerra relativamente barata que não requer grandes quantidades de treino.  Um subversivo é algo ou alguém que carrega potencial para algum grau de subversão. Neste contexto, um “subversivo” é por vezes chamado de “traidor” em relação ao (e geralmente pelo) governo no poder. A subversão também é frequentemente um objetivo de comediantes, artistas e pessoas nessas carreiras.  Neste caso, ser subversivo pode significar questionar, zombar e minar a ordem estabelecida em geral. 
Os grupos terroristas geralmente não utilizam a subversão como ferramenta para atingir os seus objectivos. A subversão é uma estratégia que exige muita mão-de-obra e muitos grupos carecem de mão-de-obra e de ligações políticas e sociais para realizar atividades subversivas. 
No entanto, as ações tomadas por terroristas podem ter um efeito subversivo na sociedade. A subversão pode implicar o uso de métodos insidiosos, desonestos, monetários ou violentos para provocar tais mudanças. Isto contrasta com o protesto, um golpe de estado ou o trabalho através de meios tradicionais num sistema político para provocar mudanças. Além disso, a subversão externa é onde “o Estado agressor tenta recrutar e ajudar os actores políticos e militares indígenas a derrubar o seu governo através de um golpe de Estado”.  Se a subversão falhar no seu objetivo de provocar um golpe, é possível que os atores e ações do grupo subversivo possam transitar para a insurreição, insurgência e/ou guerra de guerrilha. 
A palavra está presente em todas as línguas de origem latina, aplicando-se originalmente a eventos como a derrota militar de uma cidade. Já no século XIV, era usado na língua inglesa com referência às leis, e no século XV passou a ser usado com relação ao reino. O termo substituiu “sedição” como nome para rebelião ilícita, embora as conotações das duas palavras sejam bastante diferentes; sedição sugerindo ataques abertos às instituições; subversão, algo muito pior, como corroer a base da crença no status quo ou colocar as pessoas umas contra as outras. 

## Definição
O problema com a definição do termo subversão é que não existe uma definição única que seja universalmente aceita.  Charles Townshend descreveu a subversão como um termo “tão elástico que é virtualmente desprovido de significado, e seu uso faz pouco mais do que transmitir o sentido ampliado da vulnerabilidade dos sistemas modernos a todos os tipos de ataques secretos”  das muitas tentativas de definir o termo:
- “A subversão é o enfraquecimento ou o distanciamento das lealdades de grupos políticos e sociais significativos dentro do Estado vitimado, e a sua transferência, em condições ideais, para os símbolos e instituições do agressor.” 
- “Subversão – Ações destinadas a minar a força militar, econômica, psicológica ou política ou o moral de uma autoridade governamental.” 
- "Atividade Subversiva - Qualquer pessoa que preste ajuda, conforto e apoio moral a indivíduos, grupos ou organizações que defendem a derrubada de governos em exercício pela força e pela violência é subversiva e está envolvida em atividades subversivas. Todos os atos intencionais que se destinam a ser prejudiciais a os melhores interesses do governo e que não se enquadram nas categorias de traição, sedição, sabotagem ou espionagem serão colocadas na categoria de atividade subversiva." 
- "Ação Política Subversiva - Uma série planejada de atividades destinadas a atingir objetivos políticos, influenciando, dominando ou deslocando indivíduos ou grupos que estão em posição de afetar as decisões e ações de outro governo." 
- Subversão — “Uma atividade destrutiva e agressiva que visa destruir o país, nação ou área geográfica do seu inimigo... [desmoralizando os valores culturais e mudando a percepção da realidade pela população]." 
- Subversão - Roger Trinquier definiu subversão como um termo que poderia ser agrupado sob o nome de guerra moderna, "como sendo sistemas interligados de ações políticas, econômicas, psicológicas e militares que visam a derrubada da autoridade estabelecida em um país". 
Definir e compreender a subversão significa identificar entidades, estruturas e coisas que podem ser subvertidas. Além disso, pode ajudar a identificar práticas e ferramentas que não sejam subversivas. As instituições e a moral podem ser subvertidas, mas a ideologia, por outro lado, não. A queda de um governo ou a criação de um novo governo como resultado de uma guerra externa não é subversão. A espionagem não conta como subversão porque não é uma ação que conduza directamente à derrubada de um governo. As informações coletadas por espionagem podem ser usadas para planejar e realizar atividades subversivas. 
Para compreender o que é considerado subversivo é necessário compreender a intenção daqueles que agem. Isto torna a definição e identificação da subversão um processo difícil. Como salienta Laurence Beilenson: “Criticar um governo num esforço para o reformar ou para mudar as suas políticas não é subversão, embora tal crítica possa contribuir para a derrubada. Mas as críticas destinadas a ajudar uma derrubada projetada tornam-se subversivas, independentemente de serem certas ou erradas." 

## Tipos
A subversão geralmente pode ser dividida em subversão interna e externa, mas esta distinção não significa que cada uma siga um conjunto específico de ferramentas e práticas únicas e separadas. Cada campanha subversiva é diferente devido às diferenças sociais, políticas, económicas, culturais e históricas que cada país possui. As atividades subversivas são empregadas com base na avaliação desses fatores. Esta análise apenas esclarece quem são os atores. Embora os actores subversivos possam ser diferentes, os alvos que em breve serão subvertidos são os mesmos. Como identifica Paul W. Blackstock, as elites governantes e políticas são os alvos finais da persuasão porque controlam os instrumentos físicos do poder do Estado. 
A subversão interna são ações realizadas por aqueles dentro de um país e podem ser usadas como uma ferramenta de poder. Na maioria dos casos, o uso ou a ameaça da força é o último passo da subversão interna. 
A subversão externa são ações realizadas por outro país em cooperação com aqueles dentro do país subvertido e podem ser usadas como uma ferramenta de política. Voluntários estrangeiros de outro país não são suficientes para se qualificarem para a subversão externa.  A razão para isto é que os indivíduos podem legitimamente partilhar a causa dos dissidentes subversivos internos e ter-se voluntariado legitimamente. Somente quando o próprio governo fornece a uma nação dinheiro, armas, suprimentos ou outra ajuda aos dissidentes é que isso pode ser chamado de subversão externa. 

## Ferramentas e práticas
As ações subversivas geralmente podem ser agrupadas em três categorias inter-relacionadas:
- Estabelecimento de grupos de frente e penetrar e manipular partidos políticos existentes

- Infiltração nas forças armadas, na polícia e em outras instituições do Estado, bem como em importantes organizações não governamentais

- Gerar agitação civil através de manifestações, greves e boicotes. [24]

Outros fatores, embora não se enquadrem especificamente nestas categorias, também podem ser úteis para dissidentes subversivos. Além disso, muitas ferramentas também podem se sobrepor a outros grupos de ferramentas. Por exemplo, os subversivos podem infiltrar-se numa organização mais para subversão cultural do que para controle. A agitação civil pode ser usada para provocar uma resposta violenta do governo.  

### Infiltração e estabelecimento de grupos de fachadas
Para que um grupo tenha sucesso na subversão de um governo, o próprio grupo e as suas ideias devem ser vistos como uma alternativa aceitável ao status quo. No entanto, os grupos que trabalham para subverter um governo, em muitos casos, seguem ideias e promovem objectivos que à primeira vista não receberiam o apoio da população. Portanto, “para ganhar credibilidade pública, atrair novos apoiantes, gerar receitas e adquirir outros recursos, os grupos precisam de empreender actividades políticas que sejam totalmente separadas, ou pareçam separadas, das atividades abertamente violentas desses grupos”.  Às vezes, isso é conseguido através da infiltração de partidos políticos, sindicatos, grupos comunitários e organizações de caridade. 
"A infiltração em organizações é uma ferramenta importante porque essas instituições já são vistas como legítimas aos olhos das pessoas e fornecem uma plataforma para expressar suas idéias. Ao infiltrar-se, o dissidente identifica as necessidades da organização e depois liga essas necessidades às soluções que a sua ideologia pode fornecer. Esta foi uma técnica que o Partido Comunista dos EUA empregou. Uma vez cooptada a organização, o dissidente pode então passar a estabelecer laços com outros grupos. Além disso, além de obter possíveis legitimidade para suas ideias, a infiltração desses grupos pode "reforçar aliados políticos, atacar políticas governamentais e atrair apoio internacional". Se alguns Se as organizações forem demasiado difíceis de infiltrar, poderá ser necessário criar novas organizações que pareçam independentes, mas que na realidade estejam sob a direcção do grupo subversivo.
A infiltração em organizações estatais pode proporcionar aos grupos subversivos a oportunidade de fazer muitas coisas para alcançar os seus objectivos. A infiltração das forças de segurança pode fornecer informações sobre as capacidades do governo e como planeiam abordar as actividades do grupo. A infiltração também oferece a oportunidade de plantar informações falsas, levar o governo a alocar recursos incorretamente, roubar fundos, armas, equipamentos e outros recursos e, em última análise, ajudar a enfraquecer e deslegitimar o governo. Os alvos da infiltração não se limitam aos grupos e instituições mencionados acima. As indústrias económicas e as universidades também têm sido alvo de infiltração. No caso das universidades, os departamentos de artes liberais são mais propensos à subversão do que as ciências exatas. 

### Métodos russo e francês
Dominique Poirier, ex-funcionário e especialista em guerra de comunicação no serviço de inteligência francês, DGSE, descreve extensivamente a subversão em um livro sobre as práticas e métodos desta agência publicados em 2019, ainda assim ele raramente usa o substantivo "subversão", notavelmente. Ao apresentar e descrever extensivamente os métodos russos e franceses de subversão e contra-subversão, ele explica que a comunidade de inteligência francesa, em particular, usa o termo guerre de l'information, ou “guerra de informação”. Depois, a guerra de informação inclui uma série de outros substantivos, por vezes de origem russa, cada um denotando uma acção específica que pode na verdade descrever uma ação de subversão ou contra-subversão. Acrescentando a esta última diferença na percepção da ação da subversão, ele diz ainda que a guerra de informação na comunidade de inteligência francesa é governada por medidas ativas que a DGSE (Direção geral de segurança exterior, da França), atuando como principal agência de inteligência na França, adotou como uma estratégia "abrangente" doutrina. 
Na verdade, medidas ativas na França regulariam não só todas as atividades de inteligência e contra-espionagem, mas também as relações exteriores e a diplomacia, a política interna, e mesmo as actividades das principais empresas e grupos industriais e empresariais deste país, uma vez que um período que ele localiza entre 1980 e 1982. Pois todos estes últimos seriam logicamente chamados a participar num esforço comum e coerente de inteligência, contra-espionagem, influência e contra-influência em solo francês e no estrangeiro. Na verdade, a comunidade de inteligência francesa, e a DGSE (Direção geral de segurança exterior da França) em particular, sempre usam os substantivos "interferência" (Francês: ingérence) e "contrainterferência" (contre-ingérence) para nomear "subversion" e "contra-subversão" respectivamente. 
A DGSE e pelo menos uma outra agência de inteligência deste país são particularmente ativas em atividades subversivas no estrangeiro, muitas vezes num esforço conjunto com o serviço de inteligência estrangeiro russo, SVR RF (Serviço de Inteligência Estrangeira da Rússia), com foco nos Estados Unidos, Dominique Poirier especifica a partir de conhecimento e experiência em primeira mão que abrangem os anos de 1980 a c. 2001. Neste último contexto, os principais métodos de subversão que ele apresenta como "ações de influência" e seus resultados esperados são os seguintes. 
A maioria das ações de subversão francesas e russas, e também de influência doméstica, são na verdade governadas pela noção de influência minoritária conforme inicialmente definida por psicólogo social Serge Moscovici. No entanto, a DGSE, em particular, concebe todas essas ações de acordo com os fundamentos de uma abordagem científica semelhante ao behaviorismo, chamada "biologia comportamental" (Francês: biologie comportementale) inicialmente estabelecido no início da década de 1980 por franceses cientista militar Henri Laborit. Além disso, a narrativa, ou "objetivos formais" da ação de subversão - quando existe, já que a biologia comportamental se concentra em agir sobre o inconsciente, ou id, localizado no cérebro reptiliano conforme definido por Paul D. MacLean - é definida de acordo com os fundamentos em epistemologia, outra importação russa na guerra de informação e medidas ativas francesas.
A expressão "sensibilização" "foi uma importação soviética que ocorreu na França durante a fase preparatória dos motins e greves gerais de maio de 1968. Aconteceu nos primeiros meses do último ano, primeiro como uma técnica sofisticada em agitprop conhecido na KGB sob o nome sensibilização , também usado em outro campo da epistemologia na União Soviética. Na França, esta última palavra russa recebeu definitivamente a tradução "sensibilização" (sem equivalente em inglês) por volta de março de 1968, pois esta palavra, com som semelhante, já existia com outros significados neste país. Estes últimos fatos explicam porque é que a sensibilização/ aumento da consciencialização é o mesmo em seu princípio que o outro método de 'influência minoritária' em propaganda.  
Uma ação de aumento da conscientização em medidas ativas pode ter como objectivo influenciar a opinião do público do seu próprio país ou de um país estrangeiro ou de ambos, e o seu objectivo é tornar as massas de pessoas receptivas a uma preocupação que pode ser verdadeira e fundada , ou falso e infundado na realidade, ou nem inteiramente verdadeiro e fundamentado, nem inteiramente falso e infundado, mas “em algum lugar entre esses dois absolutos”. A última hipótese, que muitas vezes é esperada em medidas ativas, é explicada e regida pelas disciplinas de lógica difusa e teoria do caos, e geralmente visa gerar dúvida, confusão ou inibição e, em seguida, angústia, descontentamento ou medo nas mentes das pessoas. 
Notavelmente, os especialistas franceses em influência doméstica e subversão usam coloquialmente o substantivo "sonâmbulos" (Francês: sonânbulos) para chamar "todas as pessoas comuns que compõem o massas. A razão que justifica a escolha deste substantivo, num certo sentido pejorativo, é que uma esmagadora maioria das “pessoas comuns” são incapazes de distinguir entre informação neutra e objetiva (notícias) e propaganda destinada a influenciar. Do ponto de vista dos especialistas, toda a população se comporta como milhões de "sonâmbulos" pronto para acreditar em qualquer coisa que a mídia, os autores e os agentes de influência digam e escrevam, com indiferença. A razão que explica a ingenuidade é que as pessoas tendem a acreditar, à primeira vista, que tudo é formalmente publicado e transmitido, atribuindo erradamente alguma virtude oficial e aprovada por unanimidade a meios de comunicação como publicações periódicas impressas e audiovisuais, livros e similares. Então, quanto maior for o número de pessoas verdadeira ou aparentemente envolvidas na publicação/difusão de um facto ou falácia, mais verdadeiro parece ser na compreensão das massas. 
Além disso, quanto maior for o número conhecido de pessoas que assistiram, ouviram ou leram o fato ou falácia, maior é a probabilidade de que “é de fato verdade”, ainda na compreensão das massas. Além disso, na França, especialistas em influência e contra-influência têm a tarefa de impedir que as massas populares possam "acordar" e compreender que eles são, na verdade, enganados permanentemente, e por que métodos e truques eles o são, uma vez que o seu próprio país também fabrica e espalha falácias para eles. Em outras palavras, sobre a última explicação, ensinar às massas métodos e técnicas de influência estrangeira seria eficaz e salutar, sem dúvida, mas ao mesmo tempo lhes revelaria a influência e a propaganda que seu próprio governo molda e espalha para elas. Na DGSE, uma norma que alude coloquialmente a esta definição particular de sonâmbulo diz: "O povo dorme, melhor não o acordar". Edgar Morin, filósofo comunista francês, sociólogo, oficial de inteligência e fundador de métodos e técnicas modernas de influência e manipulação de massa, está na origem deste uso específico. da palavra sonâmbulo. Morin costumava dizer: "Despertem, eles dormem", citando à sua maneira o filósofo grego Heráclito. 

### Economia
A economia pode ser uma ferramenta do subversão interno ou externa ao país. Para os subversivos externos, o simples corte do crédito de uma nação pode causar graves problemas económicos a um país. Um exemplo disso são os Estados Unidos nas suas relações com o Chile no início da década de 1970. Na tentativa de destituir Salvador Allende do cargo, os Estados Unidos tentaram enfraquecer a economia chilena. O Chile recebeu poucos investimentos estrangeiros e a perda de crédito impediu o Chile de comprar importações vitais. Uma pressão econômica deste tipo impede uma economia de funcionar e reduz o padrão de vida de um país. Se a redução for demasiado grande, o povo poderá estar disposto a apoiar uma mudança na liderança do governo. O principal objetivo das pressões económicas é dificultar ao país o cumprimento das suas obrigações básicas para com os cidadãos, quer cortando o comércio, quer privando-o de recursos. A subversão interna também pode usar a economia para pressionar o governo através do uso da greve. Um exemplo disso é a greve dos caminhoneiros chilenos durante a década de 1970. A greve impediu o transporte de alimentos básicos e forçou quase 50% da economia nacional a cessar a produção. Atividades deste tipo criam e problemas políticos que, se não forem abordados, podem desafiar a competência do governo. 

### Agitação civil
Agitação é “propaganda subversiva por meio de ações como manifestações de massa ou greve política, isto é, uma greve que não se destina a beneficiar o sindicato ou os trabalhadores no sentido comum, mas que se destina, em vez disso, contra o governo." Além disso, a propaganda e a agitação, mesmo quando são formas legais de liberdade de expressão, imprensa e reunião, ainda podem ser classificada como atividade subversiva. Estas ferramentas demonstram ainda mais a necessidade de determinar a intenção daqueles que tomam medidas para identificar actividades subversivas. A agitação civil cria muitos dos problemas que uma campanha de insurgência causa. Em primeiro lugar, é uma afronta à autoridade governamental e, se o governo não for capaz de reprimir a agitação, conduzirá a uma erosão do poder do Estado.  Esta perda de poder decorre da falta de confiança do povo no governo para manter a lei e a ordem. Por sua vez, as pessoas começam a questionar se é ou não necessária uma nova liderança. Desacreditar, desarmar e desmoralizar o governo é o objetivo dessas atividades e a causa da perda de poder do governo. 
A agitação civil esgota os recursos à medida que o governo é forçado a gastar mais dinheiro em mais polícias. Além disso, a agitação civil pode ser usada para provocar uma resposta do governo. Na década de 1940, durante as greves contra o Plano Marshall, os comunistas em França “provocavam deliberadamente a polícia e a gendarmaria a atos de violência repressiva, a fim de explorar os resultantes 'mártires da causa'; para fins de propaganda." Esses mártires e propaganda subsequente pode ser útil para colocar grupos políticos e sociais uns contra os outros. As formas menos violentas de agitação, “tais como o absentismo dos trabalhadores, a resistência passiva, os boicotes e as tentativas deliberadas de paralisar as agências governamentais através da “sobrecarga do sistema”; com relatórios falsos, pode ter efeitos perturbadores poderosos, tanto econômica quanto politicamente." 

### Terror ofensivo
O terror ofensivo pode ser definido como o assassinato de pessoas, a destruição de propriedades, o sequestro, etc. Geralmente é uma parte menor da subversão e "não é usado para exercer força na transferência do poder do Estado, mas é destina-se a intimidar o povo ou o governante."  A força usada desta maneira destina-se a reforçar outras formas ou persuasão, além de intimidar o povo ou líderes.  Além disso, tal como a agitação e a agitação civil, levanta a questão de saber se o Estado pode ou não fornecer segurança à população. O terrorismo também fornece uma motivação prática para remover fisicamente os oponentes políticos. O assassinato do líder de uma organização pode abrir a porta a um sucessor que seja mais amigável à posição subversiva ou possivelmente a alguém que se infiltrou com sucesso na organização e é de facto um dos subversivos. 

### Suborno
O suborno é uma das ferramentas mais comuns de subversão. A maioria das sociedades vê o suborno como uma forma de corrupção, e é usado como uma ferramenta subversiva porque “implica o enfraquecimento das regras existentes de conduta política ou moral”. ." Também pode ser uma das ferramentas menos confiáveis.  Funcionários subornados só serão úteis se agirem. No entanto, as ações tomadas ao longo de um período de tempo atraem suspeitas do público. O funcionário deve ser capaz de ocultar cuidadosamente as suas ações ou executar apenas funções e ações essenciais. Por estas razões, os funcionários subornados são mais eficazes quando lhes é pedido que tomem medidas imediatas. No caso de subversão externa, o suborno é geralmente usado para influência e não para ações.  

## Subvertendo a hegemonia cultural
Escritores recentes, nas tradições pós-modernas e pós-estruturalistas (incluindo, particularmente, escritores ambientalistas e feministas) prescreveram uma forma muito ampla de subversão. Na sua opinião, não é directamente o governo parlamentar que deve ser subvertido, mas sim as forças culturais dominantes, como o patriarcado, o individualismo e o cientificismo. Este alargamento do alvo da subversão deve muito às ideias de Antonio Gramsci, que sublinhou que a revolução exigia a erosão da forma particular de “hegemonia cultural” dentro da sociedade. Theodor Adorno argumentou que a indústria cultural e seu entretenimento superficial era um sistema pelo qual a sociedade era controlado através de uma criação de cima para baixo de uma cultura padronizada que intensificou a mercantilização da expressão artística; em 1938, ele disse que o capitalismo colonizou tanto todos os aspectos da vida que “todo prazer que se emancipa do valor de troca assume características subversivas”. 
Usar a cultura para provocar mudanças em um sistema político por meio da integração da guerra política e da ação política e do direcionamento de veículos e instituições culturais é outra ferramenta de subversão.  O uso das artes ou, mais amplamente, da cultura é principalmente uma ferramenta para subversivos externos, uma vez que os subversivos internos são geralmente cidadãos do país e partilham a mesma cultura. É uma ferramenta que leva mais tempo para ser implementada e os seus efeitos são revelados ao longo do tempo, ao contrário dos de um ataque terrorista ou de agitação civil. Portanto, poder-se-ia classificar esta ferramenta como um elemento de subversão estratégica. Os alvos das actividades subversivas culturais são tradicionalmente o cinema, a literatura, a música popular, as instituições educativas, os meios de comunicação social, as organizações religiosas, as organizações de caridade e outras formas de arte. Os resultados pretendidos destas atividades são persuadir ou cooptar o público, desacreditar as ideias dos inimigos e dividir facções dentro do campo inimigo. 
O estado seria o responsável pela proteção dos valores civilizacionais da sociedade, tais como a liberdade, igualdade, camaradagem, compaixão, democracia, educação, família, religião, Estado de direito, direitos humanos e civis, incluindo os valores culturais/estéticos que melhoram a qualidade de vida e mantêm a sua legitimidade." Em situações em que o governo não age como um bom administrador na protecção destes valores, a utilização de ferramentas como a literatura, o cinema e a música pode ser usada como um lembrete destes valores, bem como como um fórum para protestar e questionar a legitimidade do governo. 
Além disso, a arte e a cultura permitem que as pessoas se conectem em um nível emocional que pode suavizar as percepções negativas que se acredita ter. Uma vez removido o estigma, o alvo pode ser mais receptivo a outras mensagens transmitidas. Esse indivíduo ou grupo não seria mais visto como completamente diferente deles. Exemplos de como a cultura pode ser subversiva é visto no Irã. A cultura, a mídia, a arte ocidental, etc. são populares entre os jovens do país, mas certos elementos são proibidos ou restringidos. À medida que a exportação da cultura ocidental continua, é criado um conflito entre o Estado e os seus cidadãos. O governo é então visto como indiferente ou sem contacto com o seu povo. 

## História
Durante a ditadura militar no Brasil, o Serviço Nacional de Informações produziu um dicionário de termos considerados subversivos que propagou o pânico moral da ameaça comunista.

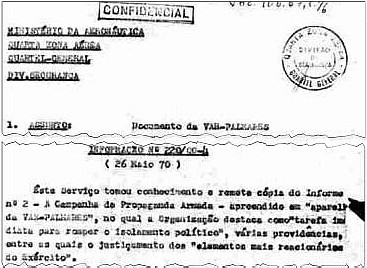
Documento de 1970 do Ministério da Aeronáutica do Brasil descrevendo as atividades tidas como subversivas do grupo guerrilheiro VAR-Palmares